# Молодая читательница
«Молодая читательница» (фр. La Liseuse) — картина Жана Оноре Фрагонара, написанная маслом около 1769 года. Принадлежит к серии «причудливых портретов» (figures de fantaisie) с моделями в экстравагантных костюмах, написанных в быстрой манере широкими мазками кистью.
На картине изображена неизвестная девушка в жёлтом платье лимонного оттенка с фрезой, сидящая в профиль, оперевшись на большую подушку, прислонённую к стене. Левая рука её покоится на деревянном подлокотнике, в правой — маленькая книга. Волосы собраны в шиньон фиолетовой лентой. Лицо и платье освещены спереди, на стене справа видна тень. Розовые оттенки лица придают ей изящную утончённость. Фрагонар уделяет пристальное внимание лицу девушки, однако платье и подушка выполнены нарочито небрежными мазками, а фреза наскоро набросана кончиком кисти.
Вероятно, молодая читательница олицетворяет собой естественную сущность женской природы. Тёмная стена на фоне создаёт глубокий контраст с героиней, подчёркивая её изгибы и контуры, а шиньон и удлинённая шея с фрезой усиливает женственность образа.  Читает ли девушка для развлечения или в образовательных целях — остаётся неясным, так как текст в книге обозначен условно.
Структура и пространство сцены определяются горизонтальной линией подлокотника и вертикальной линией примыкания стен. Эмоции и настроение передаются с помощью цветовых решений. Фрагонар использует типичную для рококо цветовую гамму с мягкими нежными тонами и оттенками золотистого, позволяющую создать атмосферу тепла, безмятежности и чувственности. Доминирующий жёлтый в центре полотна служит связующим элементом композиции и вместе с текстурой, написанной свободными и темпераментными мазками кистью, подчёркивающими складки платья, сосредотачивает внимание зрителя на персонаже. Применение различных техник мазков для объектов переднего и дальнего плана также помогает усилить глубину сцены.
Работа принадлежит скорее к жанровой живописи, нежели к портрету, и остаются неизвестными как обстоятельства её написания, так и изображена ли на ней реальная женщина. Рентгенография картины показала, что голова девушки написана поверх первоначальной версии, в которой она смотрела на зрителя.
Не являясь завершённой академической работой, картина, вероятно, прошла через руки нескольких французских коллекционеров и торговцев произведениями искусства. Одним из достоверных бывших владельцев являлся известный французский хирург Теодор Тюфье. Около 1930 года картина оказалась в США, в коллекции Альфреда Эриксона, основателя рекламного агентства McCann Erickson. После его смерти в 1936 году картину унаследовала его жена Анна Эдит Макканн Эриксон. После смерти Анны в 1961 году картина была приобретена Национальной галереей искусства (Вашингтон) при финансовой поддержке Айлзы Меллон Брюс — дочери американского миллиардера Эндрю Уильяма Меллона, светской львицы, известной многочисленными пожертвованиями в дар нескольким музеям.